# 投壺

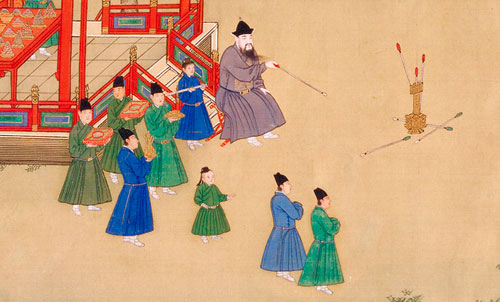
《明宣宗行樂圖》中正在投壶的人

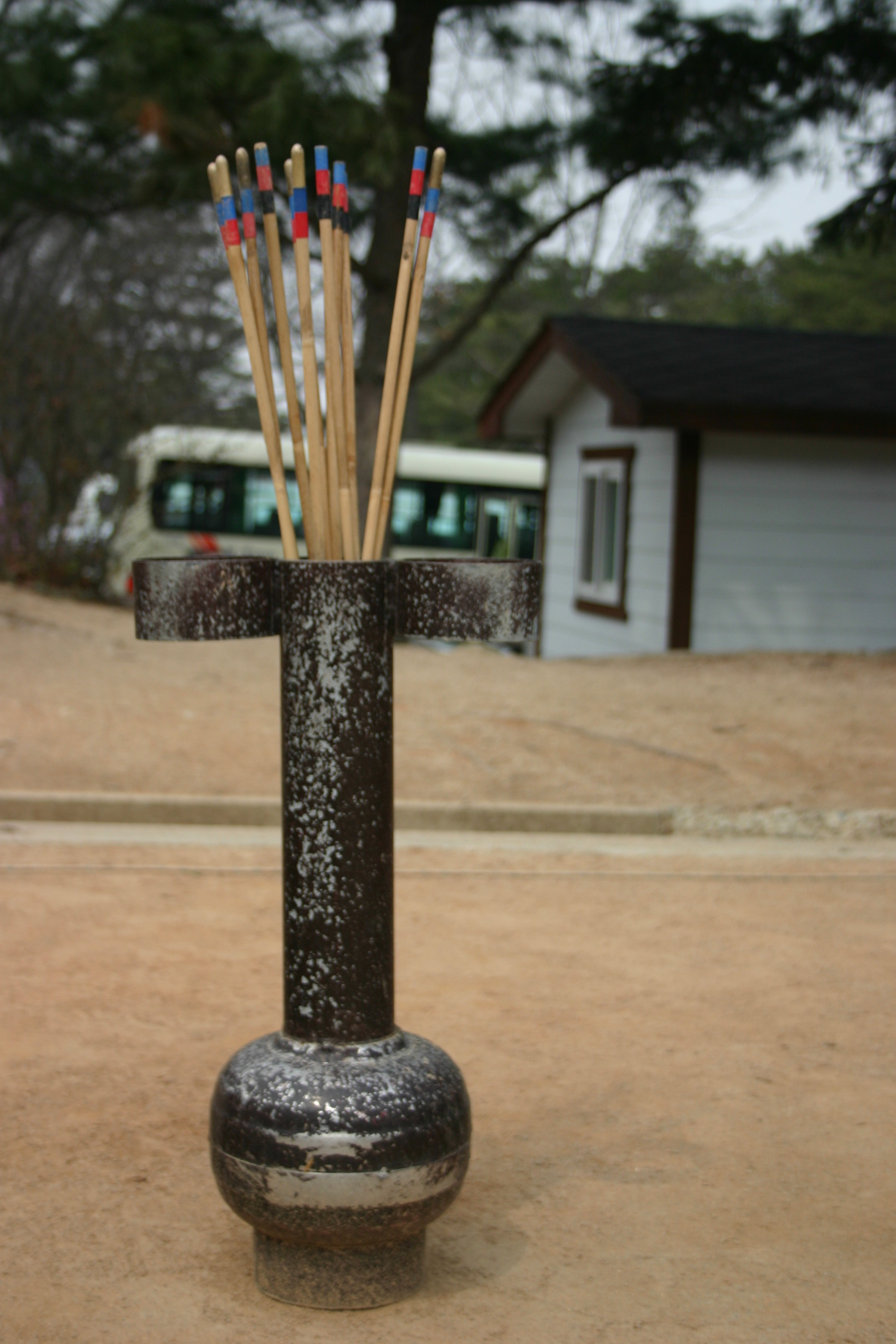
朝鮮投壶所用的壺和箭

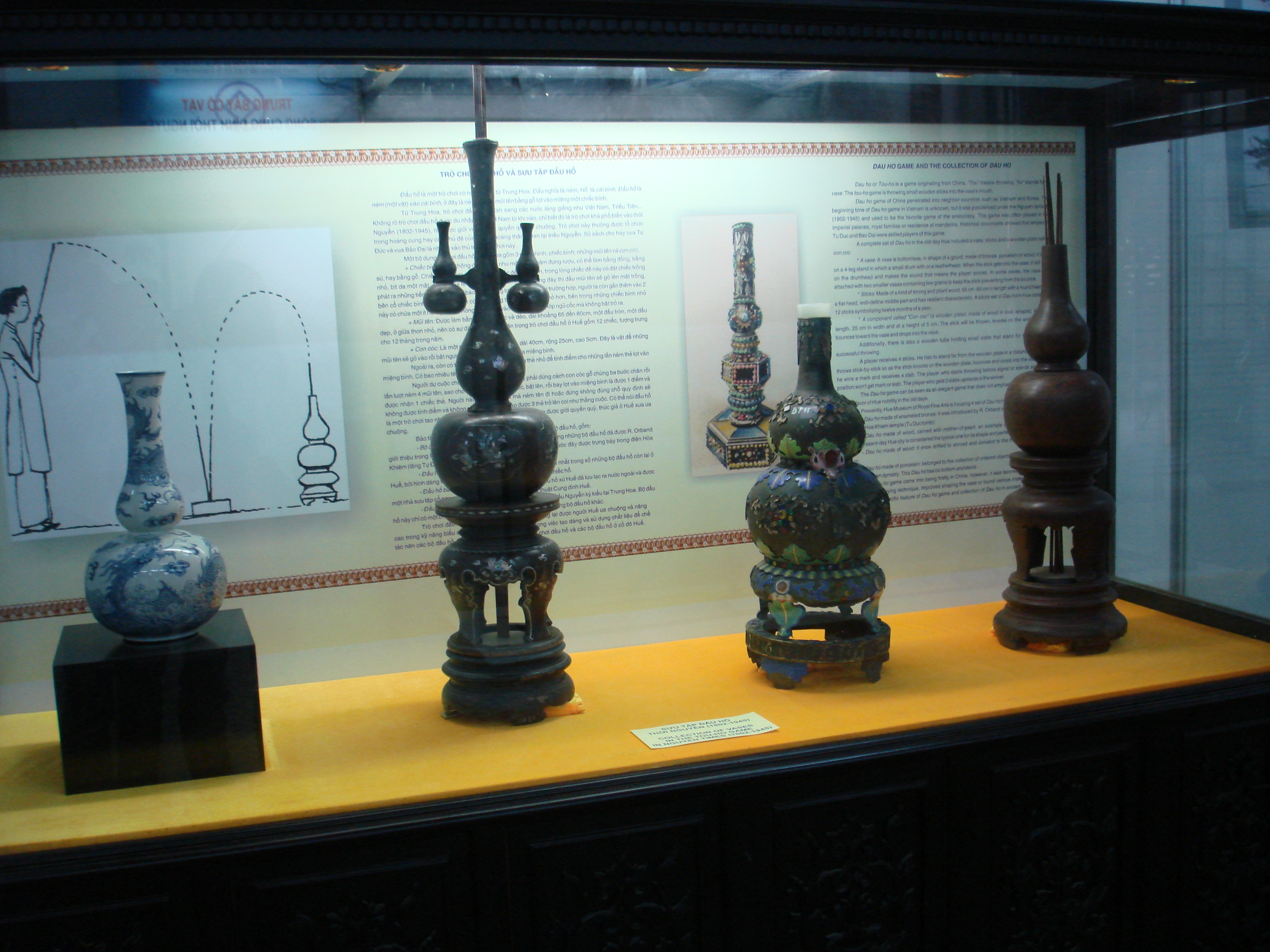
越南投壺所用的壺

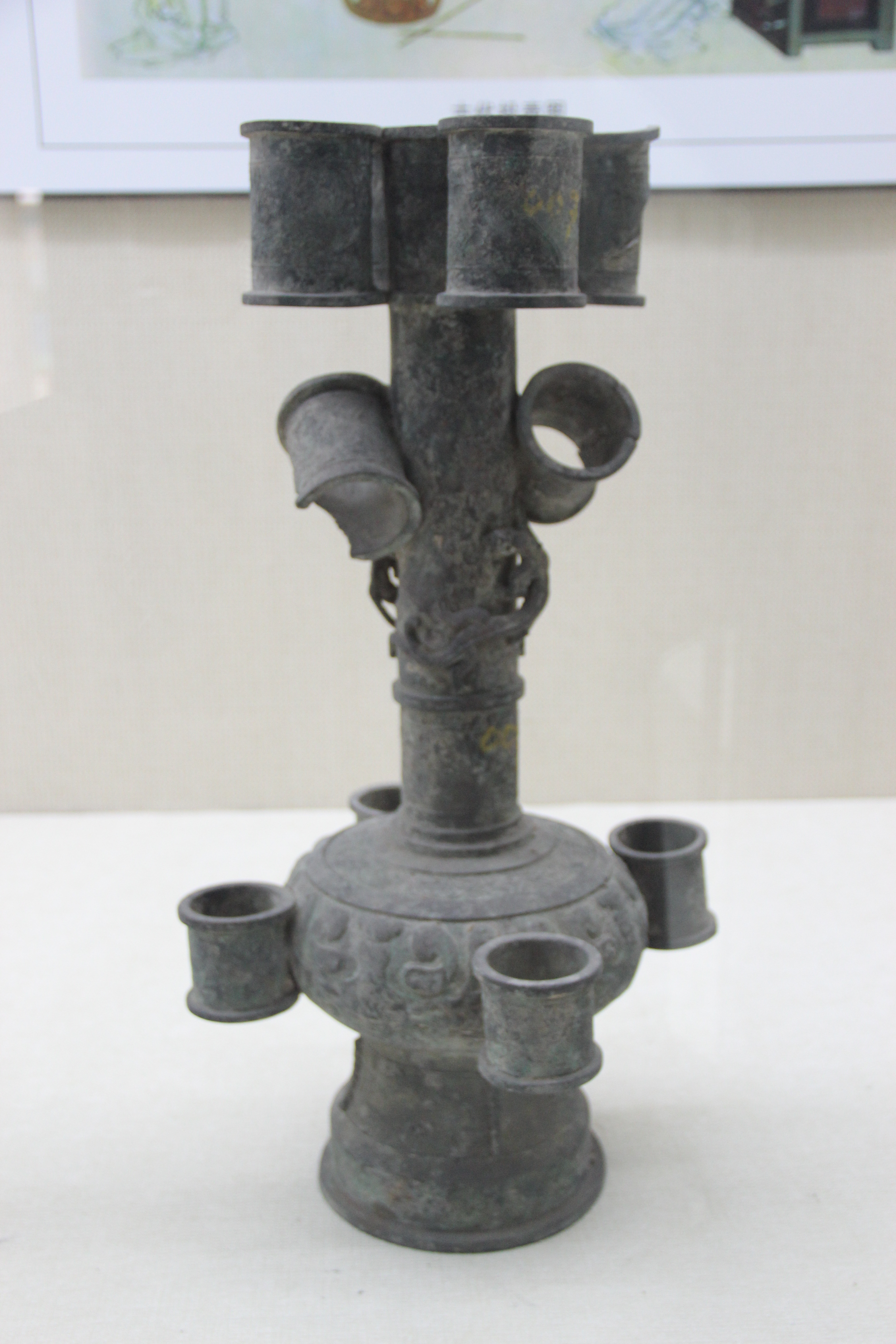
漢代投壺所用的壺

投壺，是眾人輪流将箭桿投抛至酒壶内的遊戲，乃古中國自春秋時代到清末時流行於漢民族的遊戲，也流傳到朝鮮半島、日本、越南。早期為上层贵族宴會餘興節目，後來見於各階層。

## 早期貴族宴會的投壺規則
《禮記·投壺》：「投壺者，主人與客燕飲，講論才藝之禮也。」書中也記載先秦投壺的規則和方法。投壺遊戲的禮節繁瑣，投壺之前，主客之間要請讓三次才能進行。參加投壺的賓主，包括侍從，都要受禮的約束。

### 器具
- 壺：腹寬、頸長、口窄略開，脖外頂兩個小耳朵。腹長五寸（約十二公分），頸長七寸（約十六公分）。全高是一尺二寸（約二十八公分），口直徑二寸半（不到六公分）。

- 箭：分三種，無箭矢，箭粗細都是周圓八分（不到約兩公分）。
  - 室內投壺用：長二尺（約四十六公分）
  - 大廳投壺用：長二尺八寸（約六十五公分）
  - 戶外投壺用：長三尺六寸（約八十三公分）

中：計分桶。
- 算：計分棒，長一尺二寸（約二十八公分）。[2]

### 過程
- 比賽前：主人盛情邀請賓客玩投壺，賓客需婉拒兩次。然後在主人第三次邀請下，客人才能參與投壺。

- 開賽：每人四枝箭，主人站左，客人站右，在離壺兩箭半的距離開始投射。   
  - 位尊者，可把箭擺於地上，投一箭拾一箭。位卑者，需把箭抱於身上。
  - 每投一箭，未投入0分，得分多少，就由站在壺側面的主持人（司射）計分，將「算」放於「中」。
    - 第一箭投入10分。第一箭投入叫「有初」。
    - 第二箭投入5分。
    - 第三箭投入5分。
    - 第四箭投入20分。第四箭投入叫「有終」。
    - 第一箭未入，二三四箭皆入：加一分。此情況叫「散箭」。
    - 箭沒有全入壺，叫「倚竿」，不計分。
    - 箭尾入壺，叫「倒中」，不計分。

  - 四箭投完，主持人開始算總分。然後宣告此局勝負，再由監禮人（司正）宣布罰酒。
- 局後：侍者（酌者）斟酒，由勝方給敗方送酒，敗方要認罰，跪下受酒，然後開始第二局、第三局。
- 結束：三局兩勝，贏家出現。監禮人宣布贏家。全場喝起慶功酒。然後，主持人宣布遊戲結束。[2]

## 歷史演變

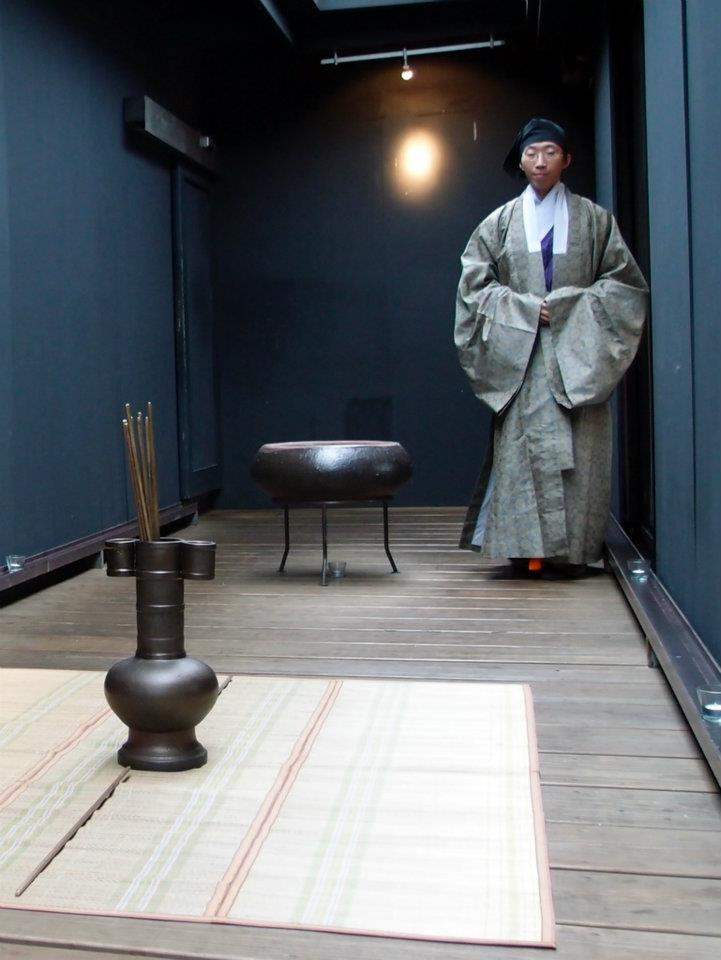
現代華人室內投壺

### 先秦
《左傳·昭公十二年》載：「晉侯以齊侯宴，中行穆子相，投壺。」這是投壺最早的記載，意思是晉昭公宴請齊景公，由中行穆子擔任儐相，飲宴中以投壺來遊戲。當時，晉侯先拿箭桿來投壺，中行穆子替晉侯說祝詞：「寡君中此，為諸侯師。」齊侯本就不服晉國做盟主，聽了祝詞更不高興，也拿起箭桿說祝詞：「寡人中此與君代興。」會後，士文伯責備中行穆子說：「你為什麼要說這樣的祝詞呢？須知壺是很容易投中的啊！」
宋呂大臨在《禮記傳》中云：「投壺，射之細也。燕飲有射以樂賓，以習容而講藝也。」投壺來源於射禮。由於庭院不夠寬闊，不足以張侯置鵠；或賓客眾多，不足以備弓比耦；或者有些賓客射箭不行，故而以矢代箭、以壺代侯，以樂嘉賓，以習禮儀。

### 漢朝
投壺起先是半礼仪活动，这种活动在宴会上得到推广，变成一种体育娱乐活动。東漢前，投壺“禮”的意味較濃，魏晉南北朝向技藝多樣化發展，以增強娛樂性。
秦漢以後廢除射禮，投壺便成為一種宴賓的娛樂。南陽漢畫像石中有《投壺圖》，圖中間是主賓兩人對坐投壺，旁有侍者三人。投壺雖然已不是正規的禮儀，但仍是一種高雅的活動。

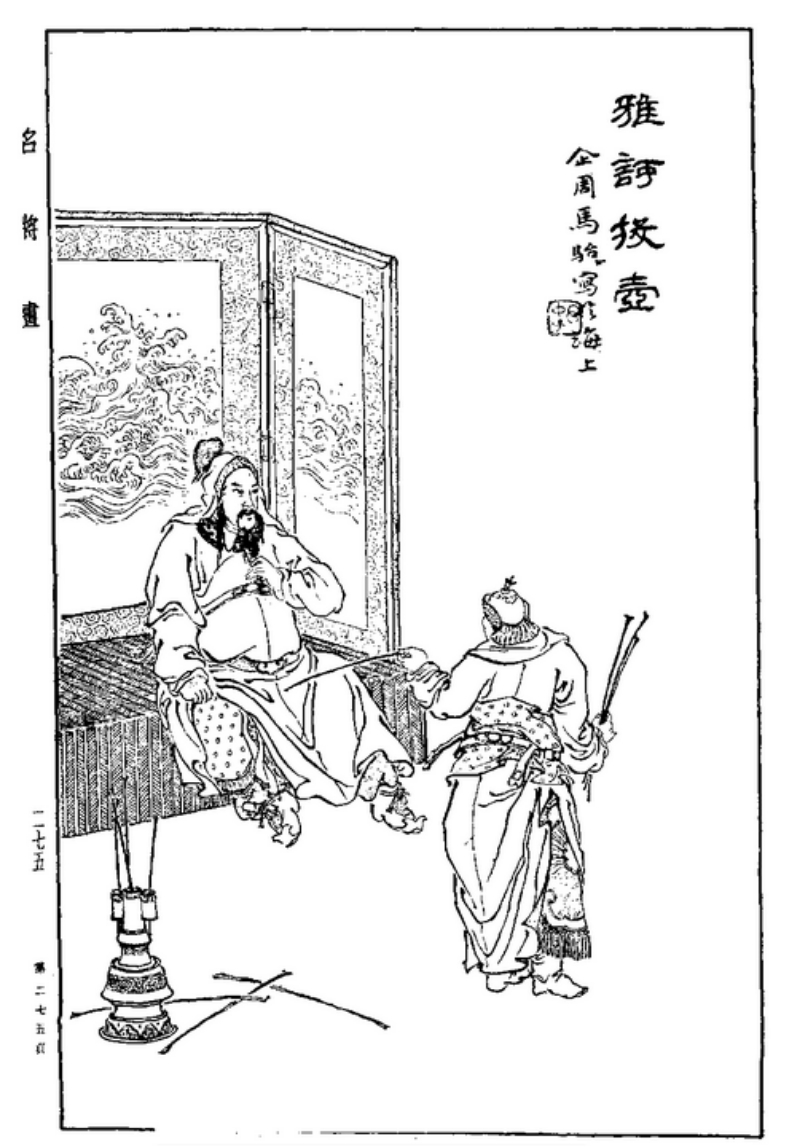
祭遵雅歌投壺

《東觀漢記》記載，東漢祭遵取士皆用儒術，對酒娛樂，必雅歌投壺。投壺和雅歌連在一起，成為儒士生活的特徵。。
漢代的投壺方法較之春秋戰國時期有極大改進。原來的投壺是在壺中裝滿紅小豆，使投入的箭桿不會躍出。漢代不在壺中裝紅小豆，並改木矢為竹矢，以增加彈性使箭桿躍出，抓住重投；可以一連投百余次，謂之為“驍”。
《西京雜記》說，漢武帝時有一個名叫郭舍人善投壺，可以“一矢百余反”、“每為武帝投壺，輒賜金帛。”
《獻帝春秋》：“袁紹聞魏郡兵反，與黑山賊等數萬人共覆鄴城，殺郡守。坐中家在鄴者，憂怖失色，或起而啼泣。紹觀督引滿投壺，言笑容止自若。”

### 魏晉南北朝
魏晉時投壺的技巧又有所發展。《隋書．經籍三》記載：投壺經四卷，《投壺變》一卷，晉左光祿大夫虞潭撰；《投壺道》一卷，郝沖撰。可惜這些著作只有《投壺變》留傳下來，但也反映出，兩晉南北朝時期的投壺有關投壺之著作也不少。
孙盛《晋阳秋》载，有一位叫王胡之的人，可閉上眼睛投壺，百發百中。
石崇家裏有個伎女，可以隔著一架屏風投壺，也是百發百中。晉代在廣泛開展投壺活動中，對投壺的壺也有所改進，即在壺口兩旁增添兩耳。在投壺的花式上就多許多名目，如“依耳”、“貫耳”、“倒耳”、“連中”、“全壺”等。

### 隋朝
文獻中第一次出現有關「投壺樂舞」的記載。隋代因投壺盛行之故，所以也將其編入舞蹈中，以舞的內容來表達投壺之情節。
《隋書卷十五．志第十音樂下》記載：“煬帝不解音律，略不關懷。後大製豔篇，辭極淫綺。令樂正白明達造新聲，創萬歲樂、藏  、樂、七夕相逢樂、投壺樂等。”
《古金圖書集成．投壺部雜錄》曰：「驍壺樂，隋煬帝所製也。」《舊唐書卷二十九．志第九音樂二》記載：「驍壺，疑是投壺樂也。投壺者謂壺中躍矢為驍壺，今謂之驍壺者是也。」

### 唐朝
一位叫薛眘惑的人能背对投壶。《朝野佥载》：“薛眘惑者，善投壶，龙跃隼飞，矫无遗箭，置壶于背后，却反矢以投之，百发百中。”

### 宋朝
宋代司馬光對投壺已有悖于古禮為不滿，便著述《投壺新格》根據古禮之義對投壺做全面的總結。他還對投壺的名稱和計分規則，把一些含有技巧的花樣動作刪掉，以“禮”的眼光做修改。

### 明朝
明代，投壺規則進入多樣性發展。明《投壺奏矢》紀錄當時的投法有一百四十種之多。谢肇淛《五杂俎》说：“今之投壶名最多，有春睡、听琴、倒插、卷帘、雁衔芦、翻蝴蝶等项，不下三十余种。”
明朝一些皇帝愛玩投壶，明画《明宣宗行乐图》中，便留下朱瞻基投壶的情景。
小说《金瓶梅》的西门庆擅长投壶，甚至往女阴裡投。
明神宗隨葬品中有不少精妙的酒器，投壺便是其中之一。
一位叫苏乐壶的人，被人称为“投壶绝”。沈榜《宛署杂记》记录能背身投壶，还能用三枝箭同时向三个壶投射，且从不失手。

### 清朝

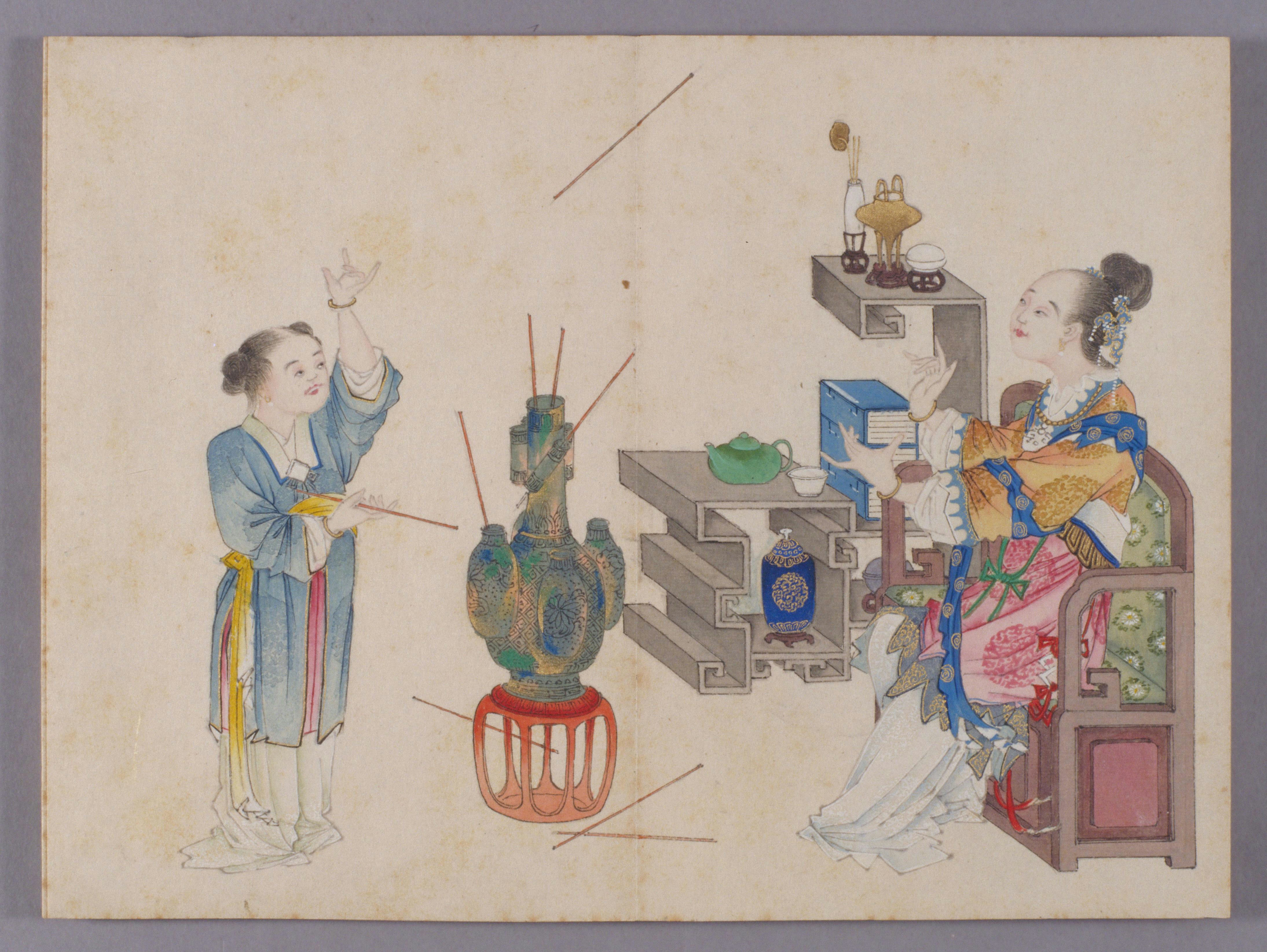
清代画家喻兰《仕女清娱图》中描绘了正在投壶的仕女

清代投壺日趨衰落，但直到清朝末年宮中也還在流傳。北京中山公園內還有投壺亭，保存六隻古代銅質投壺。

### 民國以後
民國初年，尊孔復禮之風甚盛，孫傳芳在南京組織婚喪祭禮制會，並提倡投壺，拉攏一些知名的學者參加。魯迅在《關于太炎先生二三事》一文中，對章太炎參加投壺表示不滿。這裏的投壺，已是尊孔復禮的象徵。
投壺近年於華人地區民間復興，一些中小學、社區中心、長者活動中心，均以投壺作復興社會禮儀的活動，希望現代人能以君子之風面對現今社會的競爭。

## 流傳歷史

### 日本
《古事類苑．遊戲部》蒐錄《禮記．投壺》及《顏氏家訓．雜藝》。其中列一些投壺遊戲的方法如：雜耳投、投耳法、參投法、奇投法、一箸法、一驍法。
聖武天皇嗜愛投壺，去世後，皇后藤原光明子將上皇的遺物全部捐獻給東大寺，其中還建立目錄《東大寺獻納帳》，其中，遊戲具有棋、雙陸、投壺、彈弓等。
正倉院御物院中遺有投壺之壺、箭等物，其形式與唐略。所藏的投壺具為金銅製，有獅子、花卉、飛鳥等圖像，而且其管形耳非常特別。投壺矢則存有二十三枝，矢鏃為木製。
《日本的遊戲》記載僅壺的種類就有三十八種以上。壺的口徑分五寸、四寸、三寸、二寸半、二寸、一寸六分、一寸五分；兩耳的口徑分三寸、二寸五分、一寸五分、一寸、七分、四分，還有高耳、低耳、環耳、貫耳的區別。投的矢分漢竹矢、羽矢、晉籌；長度分九扶、五扶、四扶、三扶。
此書也收錄司馬光的《投壺新格》投壺二十式圖。中國學者范生認為這是傳到日本去的南宋古本，有「紹興丁卯孟冬潘洪尊識」題記；而且這古本多一投矢手勢，可以補中國古籍的佚失。
除投壺外，日本以扇代箭，演變為投扇，其方法與投壺同。

### 朝鮮半岛
古代文献对于朝鲜半岛的投壶有所记载，如《隋書卷八十一．列傳第四十六東夷》中记载：「百濟之國，其俗尚騎射，讀書史…..有投壺、摴蒲、握槊、弄珠之戲。」而《新唐書·高麗傳》：「高麗其君居平壤城，俗喜弈、投壺、蹴鞠。」
在现代的朝鲜半岛，投壶游戏仍然具有一定的影响力。

### 越南
越南傳入投壺的年代不明，盛行於阮朝宮廷，是當時宮中流行的玩意，嗣德帝和保大帝都擅長投壺。

## 延伸阅读
[在维基数据编辑]
 《欽定古今圖書集成·博物彙編·藝術典·投壺部》，出自陈梦雷《古今圖書集成》

## 外部連結
- 臺博館 楚國饗宴樂：投壺體驗趣宣傳片段  （页面存档备份，存于）